# 추배도
《추배도》(推背圖, 영어: Tui Bei Tu: Push Back Chart)는 고대중국의 10대(예전엔 7대) 예언서들중 하나로서 해외에서 가장 잘 알려진 중국의 예언서이다. 대체로 중국을 중심으로 세상의 미래를 예언한 것으로서 이순풍과 원천강이 지은 것으로 알려져 있다. 이 책의 내용은 노스트라다무스의 예언과 비교된다.
홍콩, 마카오, 중화민국(타이완)에서 널리 알려져 있으며, 중화인민공화국에서는 오랫동안 금서로 지정되었으나, 1990년대에 노상 서점에서 베스트셀러로서 다시 등장하였다. "등을 미는 그림"을 의미하는 추배도라는 제목은 마지막 장의 그림에서 유래한 것이며, 모호한 시가 함께 첨부된 60개의 일련의 초현실적인 그림을 통하여 전달되는 중국의 미래에 대한 단서를 포함하고 있다. 

## 같이 보기
- 중국예언7종(中國預言七種)
  - 만년가(萬年歌)
  - 매화시(梅花詩)
  - 마전가(馬前歌)
  - 소병가(燒餅歌)
  - 선사시(禪師詩)
  - 장두시(藏頭詩)
- 심우도(尋牛圖)
- 조선시대의 3대 예언서
  - 정감록
  - 송하비결
  - 격암유록
- 천부삼경(天符三經)
  - 천부경
  - 삼일신고
  - 참전계경
- 존 티토(타임트래블 제로)